# Ángel Mingote Lorente
Ángel Mingote Lorente (Daroca, 19 de desembre de 1895 - Madrid, 30 de desembre de 1961) fou un compositor, pianista, organista i musicòleg. Guardonat dues vegades amb el premi nacional de música a Madrid.

## Biografia
Va rebre les seves primeres nocions musicals del seu pare, que era organista, i als nou anys va ingressar en l'escola d'infants del Pilar i de la Seo de Zaragoza, on va continuar la seva formació. Allà va estudiar harmonia amb Arnaudas i va exercir d'organista en el seminari de San Carlos, on també va rebre lliçons de Alejo Cuartero i consells d'Emilio Vega. Alls 17 anys dirigia la Banda Municipal de Daroca i era organista de la basílica de Los Sagrados Corporales del seu poble natal.
Per aquesta basílica va compondre les seves primeres obres, avui perdudes. Més tard es va traslladar a Teruel, on va ser pianista i director d'orquestra; aquests van ser els seus primers treballs de recol·lecció de cançons aragoesses que van ser publicats en el seu cançoner (Cancionero)...
En 1942 va ser anomenat professor de folklore aragonès en l'Escola Oficial de Jota, vinculada al Conservatorio de Música. Aquests treballs van influir en algunes de les seves obres, com en els seus Bocetos sinfónicos, el poema orquestral La Jota, per gran orquestra, o el Retablo Aragonés, per a cantant, recitador, cor i orquestra. Mingote es va establir posteriorment en Madrid, on va ser director de la revista Harmonía, i professor del Real Conservatorio de Música de Madrid.
Sobre la seva música instrumental, podem dir que van ser de gran importància i en concret destaca una, Daronca, un poema simfònic de temàtica nacionalista, estructurat en cinc parts, els seus dos Cuartetos i la seva Suite Primitiva. També destaquen les seves cançons, entre elles Siete rimas de Béquer, Maese Pérez, el organista, Seis canciones sobre Lope de Vega i Doce canciones infantiles, van guanyar premis nacionals aquestes últimes dels anys 1935 i 1956 respectivament. Són de destacar igualment les seves obres per a piano Tríptico, Suite fácil Danza infantil, Preludio, Tarde perdida, i Rosas de otoño.
També es va dedicar al teatre musical amb Los mayos, zarzuela folklòrica de catorze números i Sierralta. Un capítol important en la seva producció van ser les seves obres religioses tan per a orgue com per a cor, destacant Los pequeños organistas, Misa de Santo Domingo de Val, Himno a los Santos Corporales e Himno oficial a la Virgen de Atocha.
Des del punt de vist estètic el nacionalisme fundamenta la seva producció, molta de la relacionada amb els seus treballs al camp. Va ser conceller tècnic de la Institución Ferando el Católico i director artístic de l'editorial Unión Musical Española (UME), en la que va publicar nombroses obres. Com investigador la seva activitat es va veure reflectida en el terreny del folklore en el seu Cancionero musical de la provincia de Zaragoza (UME, 1950) i en assajos com "Tradicionalismo y matíz popular en la música española", "Biografía de Manuel Palau", "Nada y mucho. Estudio crítico analítico de la obra del mismo nombre del compositor Arriaga" i alguns altres. Va deixar inclús un estudi sobre la jota.

## Obres
- Música escènica: Las medallas de la madre, Zarz; Los mayos, Zarz; Sendas de amor, Zarz; Sierralta, Zarz.
- Música simfònica: Bocetos sinfónicos; Daroca; ¡Fiesta del Pilar!; Hispánicas; La jota, Nana; Retablo aragonés; Rima LXXIII; Suite primitiva; Zaragocita.
- Banda: Dominicana (UME, 1947), Traca y morteros (UME, 1949); ¡Piedad! (UME); Racimico (UME).
- Cor: Jota de Periquillo, 4V (TSM, 1956), Racimico (UME), 1943 (vers, rondalla, UME, 1958).
- Veu i piano: El collar de la infanta (UME. 1946), Ruiseñor del Pilar o Copla del informe (UME, 1950); Doce canciones infantiles (UME, 1957); Manojico (vers, rondalla, UME, 1950); Navidades (UME, 1958); La novia eterna; Nuestro es Madrid; Pequeño álbum; Racimico.
- Música de cambra: 2 Cuartetos; Marcha de clarines y timbales para el Excmo. Ayuntamiento de Zaragoza (TMS, 1958); Quinteto, cu, p.
- Música regilgiosa: 2 Villancicos, V, Co (TSM, 924); Salve Virgen Pura, 4V (TSM, 1931); Ave María, V, ac (TSM, 1933); ¡Duerme, mi niño! (UME, 1944); Yo me compadezco, 3V (TMS, 1946); Álbum mariano (UME, 1947); Tantum ergo (TSM, 1956); Tantum ergo, 4V, ac (TSM, 1957); Dos villancicos, 5V (TSM, 1960); El ala en pie, H, 4V, org; Himno oficial de la Virgen de Atocha; Salve; Salve monteserratina.
- Orgue: Entrada (TSM, 1931); Cortejo nupcial, entrada (TSM, 1952); Cortejo nupcial, salida (TSM, 1952); Los pequeños organistas (UME, 1958); Final en re menor.
- Piano: Danza infantil; Preludio; Rosas de otoño; Suite; Tarde perdida; Tríptico.
- Altres: Flor de flores, 4V, org (TSM, 1946); Schotisch Imperial (UME).[3]